# Základní škola U Lesa
Základní škola U Lesa Nový Bor byla první českou školou v této části pohraničí, kde působily německé školy s výukou v německém jazyce. Český jazyk byl nepovinným vyučovacím předmětem. Po roce 1918 a vzniku ČSR zde přibývalo české obyvatelstvo a česká škola se stávala nejen potřebou, ale i nutností. Budova školy je hodnotnou moderní architekturu.

## Vznik, stavba a vývoj
V Novém Boru dochází po vzniku ČSR z iniciativy sklářů ve školním roce 1919/1920 k otevření české státní obecné školy v pronajatých třídách budovy německé školy. Koncem školního roku je povoleno školní radou zřízení i české měšťanské školy. V lednu 1923 zásluhou nového školského výboru, který vedl brusičský mistr Josef Přibyl byly zahájeny práce k výstavbě budovy české školy. Základní kámen byl položen 8. listopadu 1925 za naprostého nezájmu novoborské veřejnosti. Stavební parcely získalo České stavební družstvo Svornost v rámci agrární reformy vyvlastněním pozemků Augusta Kinského ze Sloupu. Pozemky sloužily i k výstavbě domků pro českou čtvrť. Stavbu školy realizovala, s velkým zpožděním, stavební firma Josefa Uhlíře z České Lípy podle projektu pražského architekta Jaroslava Vondráka. Projekt ústředního vytápění provedl Jan Štětka.

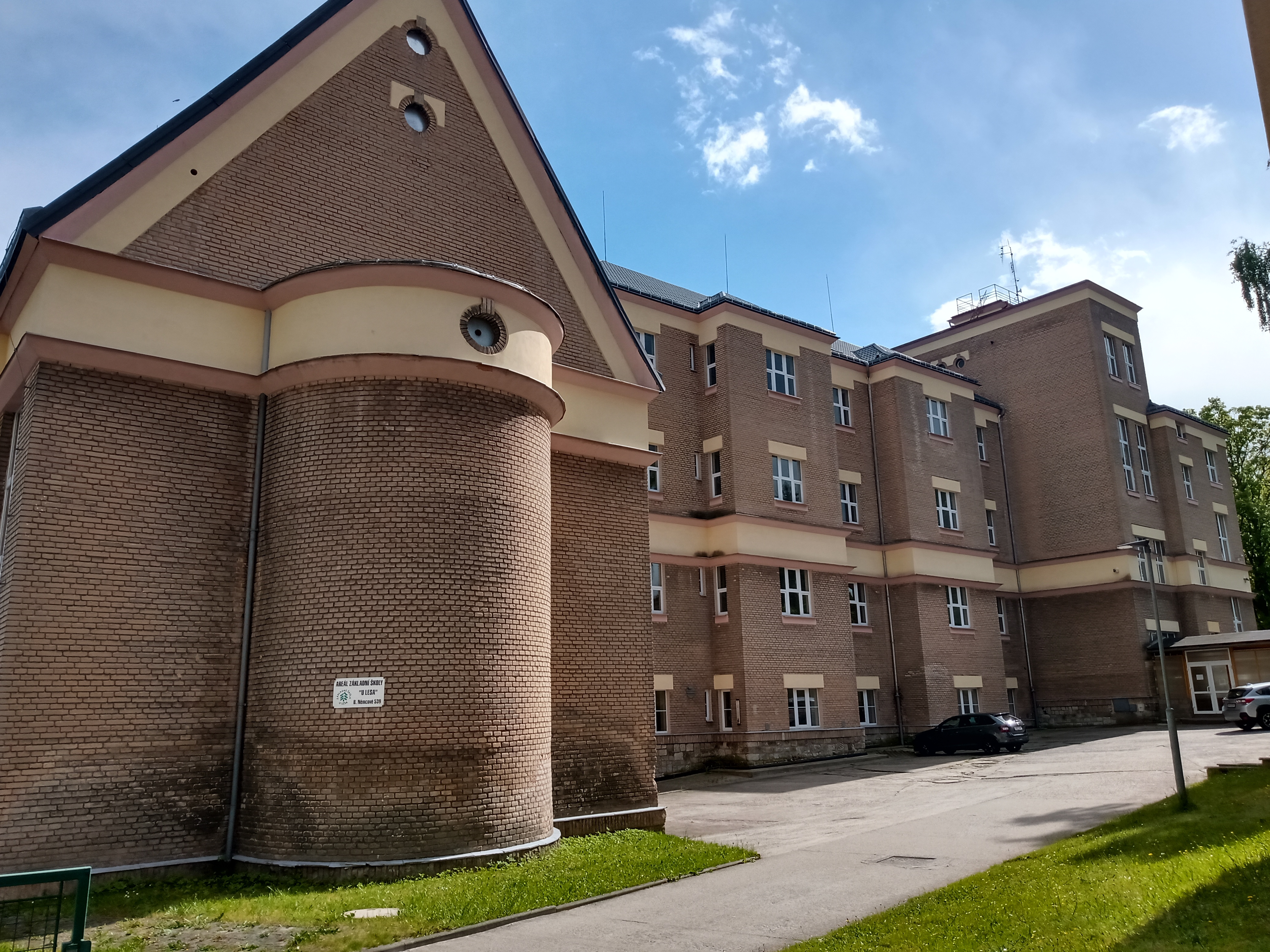

Náklady na výstavbu 37 místností školy byly 2,5 milionu korun ze státních prostředků. Byl postaven třípatrový objekt na půdorysu písmene U s věžovitými útvary, s kulatými okenními otvory prostupující nízkou valbovou střechu v její západní části. Fasády, které byly provedeny režným cihelným obkladem člení průběžné hladce omítané římsy. Původní dřevěná šestitabulková okna se třemi ventilačními křídly (dvě postranní dole a prostřední horní) byly postupně nahrazovány novými plastovými okny obdobného členění, avšak konstrukčně zjednodušené. Kolaudace budovy proběhla v roce 1927. Škola byla slavnostně otevřena v několika květnových dnech v roce 1928. Posledním řečníkem byl ředitel Josef Rýzner, němečtí hosté hovořit nechtěli.
Budova školy U Lesa v ulici Boženy Němcové č. 539 v Novém Boru je příkladem hodnotné moderní architektury vycházející z tradičního stavitelství a svým charakterem připomíná průmyslovou stavbu.
V budově stále sídlí základní škola s kapacitou 720 žáků. Zřizovatelem školy je Městský úřad Nový Bor.